# خيال مآتة (فلم)
خيال مآتة فيلم كوميدي مصري من إنتاج سنة 2019. الفيلم من إخراج خالد مرعي، وتأليف عبد الرحيم كمال، وإنتاج وليد صبري، ومن بطولة أحمد حلمي، ومنة شلبي، وخالد الصاوي، وحسن حسني، وعبد الرحمن أبو زهرة، وبيومي فؤاد، ولطفي لبيب. صدر الفيلم في عيد الأضحى لعام 2019.
كان من المقرر أن يحمل الفيلم اسم (شباك رزق)، ولكن تم تغييره للاسم الحالي.

## ملخص القصة
تدور الأحداث حول كيان سري متخصص في سرقة الاشياء القيمة والتذكارية والاثار  يضمون  يكن (احمد حلمي ) لسرقته بروش ام كلثوم في الستينات ،  ثم يجتمعون  بعد ثلاثون عامًا من عملية السرقة، لبيع البرواش و يتذكرون تلك الفترة التي تمت فيها السرقة ويتناقشون حول الأسباب التي دفعتهم للسرقة محاولين إعادة الزمن والاحداث التي رافقت تلك الفترة لاعادة الذاكرة لمساعد (يكن )  (حسن حسني )  للعثور على تقليد البروش وبالتالي يحتاج  (يكن) إلى مساعدة  حفيده (احمد حلمي ) وذلك للشبه بينه وهو شاب  واعادة الروابط الاسرية بينهما .

## طاقم التمثيل
| - أحمد حلمي : عزيز / يكن - منة شلبي : أسيا - خالد الصاوي : القيصر - بيومي فؤاد : مزلاوي | - إنتصار : أم صباح - سامي مغاوري : عضو الكيان المزيف - محمود الليثي : سرحان - ياسر الطوبجي : رأفت | - حسن حسني : خليل مرسي الرجابي - لطفي لبيب : عضو الكيان - عبد الرحمن أبو زهرة : رياض - رشوان توفيق : سرور | - إنعام سالوسة : أنغام - سلوى عثمان : والدة أسيا - حمدي الميرغني : تامر - إسراء عبد الفتاح : شيرين |

بالإشتراك مع:
ماجد الشرقاوي- ناتاليا كوسيبا- شريف وجدي- علي المنشاوي- كمال الشريف- رجب أبو رحاب- زكي لوجو- كريم منصور- سناء فؤاد- مالك عماد- محمد عصام- دنيا درويش- عيد أبو الحمد- غادة فلفل- ماركو محمد- محمد كامل- حمادة الصعيدي- فاروق سالم- إبراهيم الترمسي- أمجد الحجار- مجدي وهبة- إنجي عبد المنعم- وجدي محمد- محمد الشربيني:خليل- محمد حمزة- رضا فرج- رمضان طنطاوي- أحمد المشطاوي- ياسر الأسيوطي- وائل رمزي- محمد ياقوت

## التسويق
تم الكشف عن الإعلان الرسمي للفيلم على موقع اليوتيوب في 9 أغسطس 2019، محققًا 365 ألف مشاهدة ليحتل المرتبة الثالثة.

## وصلات خارجية
- مقالات تستعمل روابط فنية بلا صلة مع ويكي بيانات